# Беркіттсвілл (Меріленд)
Беркіттсвілл (англ. Burkittsville) — місто (англ. town) в США, в окрузі Фредерік штату Меріленд. Населення — 142 особи (2020).

## Географія
Беркіттсвілл розташований за координатами 39°23′36″ пн. ш. 77°37′40″ зх. д. / 39.39333° пн. ш. 77.62778° зх. д. (39.393346, -77.627767).  За даними Бюро перепису населення США в 2010 році місто мало площу 1,19 км², з яких 1,18 км² — суходіл та 0,01 км² — водойми.

## Демографія
Згідно з переписом 2010 року, у місті мешкала 151 особа в 69 домогосподарствах у складі 42 родин. Густота населення становила 127 осіб/км².  Було 74 помешкання (62/км²).
Расовий склад населення:
| - 99,3 % — білих - 0,7 % — азіатів |

До двох чи більше рас належало 0,0 %. Частка іспаномовних становила 1,3 % від усіх жителів.
За віковим діапазоном населення розподілялося таким чином: 15,9 % — особи молодші 18 років, 68,9 % — особи у віці 18—64 років, 15,2 % — особи у віці 65 років та старші. Медіана віку мешканця становила 50,5 року. На 100 осіб жіночої статі у місті припадало 101,3 чоловіків;  на 100 жінок у віці від 18 років та старших — 95,4 чоловіків також старших 18 років.
Середній дохід на одне домашнє господарство  становив 90 575 доларів США (медіана — 72 188), а середній дохід на одну сім'ю — 119 512 долари (медіана — 89 375). За межею бідності перебувало 13,3 % осіб, у тому числі 9,4 % дітей у віці до 18 років та 16,1 % осіб у віці 65 років та старших.
Цивільне працевлаштоване населення становило 73 особи. Основні галузі зайнятості: освіта, охорона здоров'я та соціальна допомога — 31,5 %, науковці, спеціалісти, менеджери — 16,4 %, роздрібна торгівля — 9,6 %, фінанси, страхування та нерухомість — 9,6 %.